# Final Fantasy VIII Original Soundtrack
Final Fantasy VIII Original Soundtrack è la colonna sonora del videogioco Final Fantasy VIII, prodotto da Square Co., Ltd. per PlayStation e computer con sistema operativo Microsoft Windows. L'album contiene le tracce musicali del gioco, composte, arrangiate e prodotte da Nobuo Uematsu. Il primo rilascio è stato il 10 marzo, 1999, in Giappone, da DigiCube e in seguito nel 10 maggio, 2004, da Square Enix.

## Tracce
CD1
1. Liberi Fatali
2. Balamb GARDEN
3. Blue Fields
4. Don't be Afraid
5. The Winner
6. Find Your Way
7. SeeD
8. The Landing
9. Starting Up
10. Force Your Way
11. The Loser
12. Never Look Back
13. Dead End
14. Breezy
15. Shuffle or Boogie
16. Waltz for the Moon
17. Tell Me
18. Fear
19. The Man with the Machine Gun
20. Julia
21. Roses and Wine
22. Junction
23. Timber Owls

CD2
1. My Mind
2. The Mission
3. Martial Law
4. Cactus Jack (Galbadian Anthem)
5. Only a Plank Between One and Perdition
6. SUCCESSION OF WITCHES
7. Galbadia GARDEN
8. Unrest
9. Under Her Control
10. The Stage is Set
11. A Sacrifice
12. FITHOS LUSEC WECOS VINOSEC
13. Intruders
14. Premonition
15. Wounded
16. Fragments of Memories
17. Jailed
18. Rivals
19. Ami

CD3
1. The Spy
2. Retaliation
3. Movin'
4. Blue Sky
5. Drifting
6. Heresy
7. Fisherman's Horizon
8. ODEKA ke Chocobo
9. Where I Belong
10. The Oath
11. Slide Show Part1
12. Slide Show Part2
13. Love Grows
14. The Salt Flats
15. Trust Me
16. Silence and Motion
17. Dance with the Balamb-fish
18. Tears of the Moon
19. Residents
20. Eyes on Me

CD4
1. Mods de Chocobo (featuring N's Telecaster)
2. Ride On
3. Truth
4. Lunatic Pandora
5. Compression of Time
6. The Castle
7. The Legendary Beast
8. Maybe I'm a Lion
9. The Extreme
10. The Successor
11. Ending Theme
12. Ouverture